# 甘木・朝倉広域圏
甘木朝倉地区（あまぎあさくらちく）は福岡県の4つの地域区分の福岡地方の一つで、福岡地方の東南部に位置する。甘木朝倉地区には朝倉市と朝倉郡（筑前町・東峰村）が含まれ、面積は365.84km²、人口はおよそ9万人である。かつての筑前国のうち秋月藩の領域に重なる。1871年7月14日の廃藩置県で秋月県となり、その後同年11月14日以降は福岡県に属している。管内全ての市町村で、甘木・朝倉広域市町村圏事務組合を形成している。

## 備考
- 行政区分では福岡地方に属し令制国下でも筑前国であるが、筑後地方とのつながりも強い。

　例）自動車のナンバープレートは「久留米」ナンバーが交付される。また、小中学校を管轄する福岡県教育庁では北筑後教育事務所の管轄となる。